# Robert Etcheverry
Robert Etcheverry (* 30. Januar 1937 in Nanterre, Hauts-de-Seine; † 21. November 2007 in Paris) war ein französischer Schauspieler baskischer Abstammung. In Deutschland wurde er vor allem durch die Rolle des Arpad in der Fernsehserie Arpad, der Zigeuner bekannt. Der Schauspieler Michel Etcheverry (u. a. bekannt aus Die Milchstraße und I wie Ikarus) war sein Cousin.

## Biografie
Nach seinem Studium erhielt er ein Engagement bei der Comédie-Française. Seine Filmkarriere begann in den frühen 1960er Jahren, in denen er vor allem in historischen Abenteuerserien und Filmen mitspielte. 1961 gab er an der Seite von Alida Valli im Film La Fille du Torrent sein Filmdebüt. In der dreizehnteiligen Serie Die Abenteuer des Chevalier de Recci von 1967 kämpfte er in der Rolle des Francois Recci zusammen mit seinem treuen Begleiter Guillot (Jacques Balutin) während des Mantuanischen Erbfolgekriegs gegen Spanien. 1968 spielte er in der Fernsehserie Gorri le diable den Schmuggler Gorri, der im 19. Jahrhundert wegen eines Mordes angeklagt wird, den er nicht begangen hat. 1972 war er in der Fernsehserie Poly und der schwarze Diamant und zwischen 1973 und 1975 in der Serie Les Mohicans de Paris zu sehen. Zwischen 1973 und 1974 folgte die Abenteuerserie Arpad, der Zigeuner, eine französisch-deutsch-ungarische Co-Produktion, die Etcheverry auch in Deutschland kurzfristig zum Star machte. 1975 spielte er noch einmal die Rolle des Arpad im deutschen Spielfilm Arpad – Zwei Teufelskerle räumen auf.
In der Folgezeit blieb sein Erfolg eher auf das französische Fernsehen beschränkt. In Deutschland war er nur noch selten in Filmen zu sehen, wie 1982 in Die Ehre eines Kapitäns, 1983 in S.A.S. Malko – Im Auftrag des Pentagon und 1989 in der Fernsehserie Kommissar Moulin. 1991 drehte er mit Au bord de la nuit seinen letzten Film.

## Filmografie (Auswahl)

### Filme
- 1961: La Fille du torrent. Regie: Hans Herwig
- 1967: Le Golem. Regie: Louis Pauwels und Jean Kerchbron
- 1973: La Révélation. Regie: Alain Lavalle
- 1975: Arpad – Zwei Teufelskerle räumen auf. Regie: Wolfgang Schleif
- 1979: La Légion saute sur Kolwezi. Regie: Raoul Coutard
- 1982: L’honneur d’un capitaine. Regie: Pierre Schœndœrffer
- 1982: S.A.S. Malko – Im Auftrag des Pentagon (S.A.S. à San Salvador), Regie: Raoul Coutard
- 1987: Chateauroux district. Regie Philippe Charigot

### Fernsehen
- 1967: Die Abenteuer des Chevalier de Recci (Le Chevalier Tempête)
- 1968: Gorri le Diable
- 1972: Poly und der schwarze Diamant (Poly et le Diamant noir)
- 1972: Les Evasions célèbres
- 1973–1974: Arpad, der Zigeuner
- 1973–1975: Les Mohicans de Paris
- 1977: Fachoda
- 1980: L'Aéropostale, courrier du ciel
- 1989: Kommissar Moulin